# Pedro Vieira
Pedro Gil Martins Vieira (Portugal, 21 de julho de 1982) é um físico teórico português.
Pedro Vieira estudou na Universidade do Porto e trabalhou no Max-Planck-Institut für Gravitationsphysik em Potsdam. Trabalha atualmente no Instituto Perimeter de Física Teórica, Canadá.
Trabalha com soluções exatas de teoria quântica de campos.
Recebeu a Medalha Gribov de 2015 e o Prémio Sackler de Física de 2018.

## Obras
- com Nikolay Gromov, Vladimir Kazakov: Exact Spectrum of Anomalous Dimensions of Planar N=4 Supersymmetric Yang-Mills Theory, Phys.Rev.Lett., Volume 103, 2009, p. 131601
- com Niklas Beisert u. a.: Review of AdS/CFT Integrability: An Overview, Lett Math. Phys., 99, 2012, 3, Arxiv